# Эльм, Виктор
Виктор Себастиан Эльм (швед. Viktor Sebastian Elm; 13 ноября 1985, Кальмар, Швеция) — шведский футболист, полузащитник. Выступал за сборную Швеции.
Старший брат полузащитника клуба «Кальмар» Расмуса Эльма.

## Клубная карьера

### Фалькенберг
Виктор Эльм начал карьеру в клубе «Фалькенберг». Забил 8 мячей в 32 матчах.

### Кальмар
В 2006 году перешёл в клуб «Кальмар», где уже играл его брат Расмус Эльм. В конце сезона его старший брат Давид также присоединился к клубу «Кальмар», и они стали вторым трио братьев, которые выступали в основном составе в одно время, за историю чемпионата Швеции. Виктор и его братья играли большую роль во второй половине сезона 2007 года , в котором их клуб достиг наилучших результатов с 1985 года. В итоге сезона клуб занял второе место в чемпионате и выиграл в третий раз за свою историю Кубок Швеции, впервые с 1987 года. В сезоне 2008 года Эльм проводил великолепные матчи, забив в сезоне 15 мячей, включая 4 мяча, забитые в последней домашней игре. По итогам сезона Эльм был признан лучшим полузащитником года. В конце сезона Эльм покинул клуб как свободный агент.

### Херенвен
Осенью 2008 года Эльм подписал контракт с нидерландским клубом «Херенвен». Первые два мяча Эльм забил в матче против клуба «Фейеноорд», в 4 раунде розыгрыша Кубка Нидерландов. Первый гол в чемпионате Нидерландов Эльм забил 8 февраля 2009 года в матче против клуба НАК Бреда .
В 2012 году по истечении контракта покинул клуб.

### АЗ
В июне 2012 года подписал четырёхлетний контракт с нидерландским клубом АЗ. Дебютировал за клуб 12 августа в матче против «Аякса», который закончился со счётом 2:2. 27 сентября в матче против клуба «Вендам» оформил хет-трик. «АЗ» победил со счётом 4:1. 25 января Эльм в матче против «ВВВ-Венло» вывел команду в капитанской повязке вместо травмированного Мартена Мартенса.

### Возвращение в Кальмар
30 марта 2015 года было объявлено, что Эльм возвращается в «Кальмар», где уже играют его братья Расмус и Давид.

## Карьера в сборной
За национальную сборную Швеции Эльм дебютировал 19 января 2008 года против сборной США. Дебютный матч в квалификационном раунде чемпионата мира 2010 года состоялся 6 июня 2009 года против сборной Дании, Эльм тогда заменил Даниеля Андерссона на 68-й минуте.

## Достижения
«Кальмар»
- Чемпион Швеции: 2008
- Обладатель Кубка Швеции: 2007

«Херенвен»
- Обладатель Кубка Нидерландов: 2008/09

АЗ
- Обладатель Кубка Нидерландов: 2012/13

Индивидуальное
- Лучший полузащитник года в Швеции: 2008

## Статистика
| Клубное выступление | Клубное выступление | Клубное выступление | Лига | Лига | Кубок             | Кубок             | Континенталь | Континенталь | Другое | Другое | Итого | Итого |
| Сезон               | Клуб                | Лига                | Игры | Голы | Игры              | Голы              | Игры         | Голы         | Игры   | Голы   | Игры  | Голы  |
| Швеция              | Швеция              | Швеция              | Лига | Лига | Кубок Швеции      | Кубок Швеции      | УЕФА         | УЕФА         | Другое | Другое | Итого | Итого |
| ------------------- | ------------------- | ------------------- | ---- | ---- | ----------------- | ----------------- | ------------ | ------------ | ------ | ------ | ----- | ----- |
| 2004                | Фалькенберг         | Суперэттан          | 4    | 0    | 0                 | 0                 | 0            | 0            | 0      | 0      | 4     | 0     |
| 2005                | Фалькенберг         | Суперэттан          | 28   | 8    | 0                 | 0                 | 0            | 0            | 0      | 0      | 28    | 8     |
| 2006                | Кальмар             | Аллсвенскан         | 24   | 5    | 4                 | 0                 | 6            | 1            | 0      | 0      | 34    | 6     |
| 2007                | Кальмар             | Аллсвенскан         | 24   | 4    | 4                 | 0                 | 0            | 0            | 0      | 0      | 28    | 4     |
| 2008                | Кальмар             | Аллсвенскан         | 30   | 15   | 5                 | 3                 | 5            | 1            | 1      | 0      | 41    | 19    |
| Нидерланды          | Нидерланды          | Нидерланды          | Лига | Лига | Кубок Нидерландов | Кубок Нидерландов | УЕФА         | УЕФА         | Другое | Другое | Итого | Итого |
| 2008/09             | Херенвен            | Эредивизи           | 12   | 4    | 4                 | 4                 | 0            | 0            | 0      | 0      | 16    | 8     |
| 2009/10             | Херенвен            | Эредивизи           | 28   | 5    | 2                 | 2                 | 6            | 1            | 1      | 0      | 37    | 8     |
| 2010/11             | Херенвен            | Эредивизи           | 17   | 3    | 1                 | 1                 | 0            | 0            | 0      | 0      | 18    | 4     |
| Итого               | Швеция              | Швеция              | 110  | 32   | 13                | 3                 | 11           | 2            | 1      | 0      | 135   | 37    |
| Итого               | Нидерланды          | Нидерланды          | 57   | 12   | 7                 | 7                 | 6            | 1            | 1      | 0      | 71    | 20    |
| Всего за карьеру    | Всего за карьеру    | Всего за карьеру    | 160  | 41   | 20                | 10                | 17           | 3            | 2      | 0      | 199   | 54    |